# Lista över programvara till Wii U
Följande är en lista över datorspel och annan programvara till Nintendos spelkonsol Wii U.

## Överblick
Wii U-spel går att användas antingen från en skiva av formatet Wii U Optical Disc, eller nedladdat från Nintendo Eshop och installerat på konsolens hårddisk. Från eShop kan användare förutom Wii U-spel även ladda ned och spela Virtual Console-spel, det vill säga en emulation av ett spel ursprungligen släppt för tidigare konsoler.
Utöver programvara utvecklad till Wii U kan konsolen också köras i Wii Mode, ett läge där konsolen kör föregångaren Wiis operativsystem och är kompatibel med Wii-spel. Där kan den köra spel på skiva samt spel som är nedladdade från Wii Shop Channel (inklusive Wiis Virtual Console som skiljer sig från Wii U:s både i utbud och funktionalitet). Till skillnad från Wii kan Wii U dock inte köra Nintendo Gamecube-spel i Wii Mode.

## Wii U-spel
Detta är en lista över spel till Nintendos spelkonsol Wii U. Listan är sorterad efter spelens titlar, dess utvecklare, utgivare, utgivningsår samt om spelen är tillgängliga i Japan, Europa eller Nordamerika.
| Titel                                                         | Genre(r)                                                             | Första utgivningsdatum |
| ------------------------------------------------------------- | -------------------------------------------------------------------- | ---------------------- |
| 007 Legends                                                   |                                                                      |                        |
| 1001 Spikes                                                   | Plattformsspel, Pusselspel                                           | 3 juni 2014            |
| 140                                                           | Plattformsspel                                                       | 1 september 2016       |
| 153 Hand Video Poker                                          | Simulationsdatorspel                                                 | 4 juni 2016            |
| 360 Breakout                                                  | Arkadspel, Pusselspel                                                | 11 augusti 2016        |
| 3Souls                                                        | Pusselspel                                                           | 28 juli 2016           |
| 6-Hand Video Poker                                            | Pusselspel, Strategidatorspel                                        | 31 mars 2016           |
| 6180 the moon                                                 | Plattformsspel                                                       | 25 februari 2016       |
| 8Bit Hero                                                     | Actionspel, äventyr                                                  | 12 maj 2016            |
| 99Moves                                                       | Actionspel                                                           | 18 december 2014       |
| 99Seconds                                                     | Actionspel                                                           | 2 oktober 2014         |
| Absolutely Unstoppable MineRun                                |                                                                      |                        |
| Abyss                                                         | äventyr                                                              | 1 maj 2014             |
| Ace: Alien Cleanup Elite                                      | Actionspel, Arkadspel, first-person shooter, Fightingspel            | 16 mars 2017           |
| Ace of Seafood                                                | Actionspel                                                           |                        |
| Act It Out! A Game of Charades                                | Party                                                                | 6 oktober 2016         |
| Adventure Party: Cats and Caverns                             | First-person shooter, Actionspel                                     | 18 augusti 2016        |
| Adventure Time: Explore the Dungeon Because I Don't Know!     | Actionäventyrsspel                                                   | 19 november 2013       |
| Adventure Time: Finn & Jake Investigations                    | Actionäventyrsspel, datorrollspel                                    | 20 oktober 2015        |
| Adventures of Pip                                             | Plattformsspel                                                       | 4 juni 2015            |
| Aenigma Os                                                    | Arkadspel, Pusselspel, Strategidatorspel                             | 15 september 2016      |
| Affordable Space Adventures                                   | äventyr, Pusselspel                                                  | 9 april 2015           |
| Alice in Wonderland                                           | Edutainment                                                          | 1 september 2016       |
| Alphadia Genesis                                              | Actionrollspel                                                       | 20 november 2014       |
| The Amazing Spider-Man: Ultimate Edition                      | Actionäventyrsspel                                                   | 5 mars 2013            |
| The Amazing Spider-Man 2                                      | Actionäventyrsspel                                                   | 29 april 2014          |
| Angry Birds Star Wars                                         | Pusselspel                                                           | 29 oktober 2013        |
| Angry Birds Trilogy                                           | Pusselspel                                                           | 13 augusti 2013        |
| Angry Bunnies: Colossal Carrot Crusade                        | Pusselspel                                                           | 25 september 2014      |
| The Angry datorspel Nerd Adventures                           | Plattformsspel                                                       | 2 april 2015           |
| Animal Crossing: amiibo Festival                              | Party                                                                | 13 november 2015       |
| Animal Gods                                                   | Pusselspel, Plattformsspel                                           | 6 april 2017           |
| Annihilation                                                  | Arkadspel, first-person shooter                                      | 31 augusti 2017        |
| Another World: 20th Anniversary Edition                       | Plattformsspel, action-adventure                                     | 19 juni 2014           |
| Aperion Cyberstorm                                            | Twin-stick shooter                                                   | 8 februari 2018        |
| Aqua Moto Racing Utopia                                       | Simulationsdatorspel                                                 | 19 april 2018          |
| Aqua TV                                                       | Lifestyle                                                            | 17 november 2016       |
| Arc Style: Baseball! SP                                       | Sportspel                                                            |                        |
| Archery by Thornbury Software                                 | Sportspel                                                            | 29 september 2016      |
| Armikrog                                                      | Point-and-click adventure                                            | 18 augusti 2016        |
| Armillo                                                       | Pusselspel, Plattformsspel                                           | 3 juli 2014            |
| Armored Acorns: Action Squirrel Squad                         | Actionspel, äventyr, Arkadspel, Fightingspel                         | 23 mars 2017           |
| Arrow Time U                                                  | Pusselspel                                                           | 18 september 2014      |
| Art of Balance                                                | Pusselspel, Strategidatorspel                                        | 25 september 2014      |
| Ascent of Kings                                               | Actionäventyrsspel, Plattformsspel                                   | 22 oktober 2015        |
| Asdivine Hearts                                               | Role-playing                                                         | 7 april 2016           |
| Assassin's Creed III                                          | Actionäventyrsspel, Stealth                                          | 18 november 2012       |
| Assassin's Creed IV: Black Flag                               | Actionäventyrsspel, Stealth                                          | 29 oktober 2013        |
| Asteroid Quarry                                               | Actionäventyrsspel                                                   | 9 juli 2015            |
| Astral Breakers                                               | Pusselspel                                                           | 6 augusti 2015         |
| Ava and Avior Save the Earth                                  | Education, äventyr, Pusselspel                                       | 24 april 2014          |
| Avoider                                                       | Arkadspel, Strategidatorspel                                         | 7 januari 2016         |
| Axiom Verge                                                   | Metroidvania                                                         | 1 september 2016       |
| B3 Game Expo for Bees                                         |                                                                      |                        |
| Back to Bed                                                   | Pusselspel                                                           | 22 december 2016       |
| Badland: Game of the Year Edition                             | Actionspel                                                           | 30 juli 2015           |
| Baila Latino                                                  | Musik, fitness, lifestyle                                            | 21 maj 2015            |
| Ballpoint Universe: Infinite                                  | Actionäventyrsspel, shoot 'em up                                     | 16 oktober 2014        |
| Barbie and Her Sisters: Puppy Rescue                          | Actionäventyrsspel                                                   | 3 november 2015        |
| Barbie: Dreamhouse Party                                      | Party                                                                | 19 november 2013       |
| Batman: Arkham City – Armored Edition                         | Actionäventyrsspel                                                   | 18 november 2012       |
| Batman: Arkham Origins                                        | Actionäventyrsspel                                                   | 25 oktober 2013        |
| Batman: Arkham Origins Blackgate – Deluxe Edition             | Actionäventyrsspel                                                   | 1 april 2014           |
| Battle Princess Madelyn                                       | Plattformsspel                                                       |                        |
| Bayonetta                                                     | Actionspel, hack and slash                                           | 24 oktober 2014        |
| Bayonetta 2                                                   | Actionspel, hack and slash                                           | 24 oktober 2014        |
| Beatbuddy: Tale of the Guardians                              | Plattformsspel, music                                                | 5 augusti 2015         |
| The Beggar's Ride                                             | äventyr, Plattformsspel, Pusselspel                                  | 31 mars 2016           |
| Ben 10: Omniverse                                             | Beat 'em up, Fightingspel                                            | 18 november 2012       |
| Ben 10: Omniverse 2                                           | Beat 'em up, Fightingspel                                            | 5 november 2013        |
| Bigley's Revenge                                              | Actionspel, äventyr                                                  | 7 januari 2016         |
| The Binding of Isaac: Rebirth                                 | Actionäventyrsspel, dungeon crawler, roguelike                       | 23 juli 2015           |
| Bird Mania Party                                              | Party                                                                | 10 mars 2016           |
| Bit Dungeon Plus                                              | Actionspel, äventyr                                                  | 5 juli 2016            |
| Bit.Trip Presents... Runner2: Future Legend of Rhythm Alien   | Plattformsspel                                                       | 26 februari 2013       |
| Blackjack 21                                                  | Simulationsdatorspel                                                 | 23 juni 2016           |
| Blasting Agent: Ultimate Edition                              | First-person shooter, Actionspel                                     | 18 augusti 2016        |
| Blek                                                          | Pusselspel                                                           | 12 februari 2015       |
| Bloc                                                          | Actionspel, äventyr                                                  | 28 juli 2016           |
| Blockara                                                      | Pusselspel, Strategidatorspel                                        | 21 april 2016          |
| Block Zombies!                                                | Actionspel, äventyr, first-person shooter                            | 25 maj 2017            |
| Blocky Bot                                                    | Plattformsspel                                                       | 21 maj 2015            |
| Blok Drop U                                                   | Pusselspel                                                           | 6 mars 2014            |
| Blok Drop X: Twisted Fusion                                   | Pusselspel                                                           | 18 december 2014       |
| Blue-Collar Astronaut                                         | Simulationsdatorspel, Strategidatorspel                              | 14 mars 2017           |
| Bombing Bastards                                              | Actionspel                                                           | 3 juli 2014            |
| The Book of Unwritten Tales 2                                 | Actionspel, äventyr                                                  | 7 juni 2016            |
| Booty Diver                                                   | Pusselspel                                                           | 20 april 2017          |
| Box Up                                                        | Arkadspel                                                            | 13 juli 2017           |
| Brave Tank Hero                                               | Actionspel                                                           | 27 augusti 2015        |
| Breakout Defense                                              | Pusselspel                                                           | 15 december 2016       |
| Breakout Defense 2                                            | Pusselspel                                                           | 23 november 2017       |
| Breezeblox                                                    | Pusselspel                                                           | 22 januari 2015        |
| BrickBlast U!                                                 | Pusselspel                                                           | 26 juni 2014           |
| Brick Breaker                                                 | Arkadspel, Pusselspel                                                | 15 september 2016      |
| Brick Race                                                    | Pusselspel                                                           | 2 februari 2017        |
| The Bridge                                                    | Pusselspel, art                                                      | 20 augusti 2015        |
| Bridge Constructor Playground                                 | Pusselspel, Simulationsdatorspel                                     | 8 december 2016        |
| Brunswick Pro Bowling                                         | Sportspel                                                            | 21 januari 2016        |
| Bubble Gum Popper                                             | Pusselspel                                                           | 2 april 2015           |
| Buddy & Me: Dream Edition                                     | Endless runner                                                       | 21 juli 2016           |
| Cabela's Big Game Hunter: Pro Hunts                           |                                                                      |                        |
| Cabela's Dangerous Hunts 2013                                 | First-person shooter                                                 | 4 december 2012        |
| Cake Ninja 3: The Legend Continues                            | Arkadspel                                                            | 4 december 2014        |
| Call of Duty: Black Ops II                                    | First-person shooter                                                 | 18 november 2012       |
| Call of Duty: Ghosts                                          | First-person shooter                                                 | 5 november 2013        |
| Candy Hoarder                                                 | Pusselspel                                                           | 9 mars 2017            |
| Canvaleon                                                     | Plattformsspel, Stealth                                              | 23 juli 2015           |
| Captain Toad: Treasure Tracker                                | Plattformsspel, Pusselspel                                           | 5 december 2014        |
| Cars 3: Driven to Win                                         | Racingspel                                                           | 13 juni 2017           |
| CastleStorm                                                   | Pusselspel, Strategidatorspel                                        | 26 december 2013       |
| The Cave                                                      | Plattformsspel, Pusselspel, äventyr                                  | 22 januari 2013        |
| Chariot                                                       | Pusselspel, Plattformsspel                                           | 8 januari 2015         |
| ChariSou Ultra DX: Sekai Tour                                 | Actionspel                                                           |                        |
| Chasing Aurora                                                | Actionspel, multiplayer                                              | 18 november 2012       |
| Chasing Dead                                                  | First-person shooter                                                 | 3 mars 2016            |
| Chests o' Booty                                               | Pusselspel, Strategidatorspel                                        | 16 oktober 2014        |
| Child of Light                                                | Plattformsspel, datorrollspel                                        | 29 april 2014          |
| Chimpuzzle Pro                                                | Pusselspel                                                           |                        |
| Chompy Chomp Chomp Party                                      | Party                                                                | 31 mars 2016           |
| Christmas Adventure of Rocket Penguin                         | Actionspel                                                           | 5 november 2015        |
| Chroma Blast                                                  | Arkadspel                                                            | 14 juli 2016           |
| Chronicles of Teddy: Harmony of Exidus                        | Actionspel, äventyr                                                  | 31 mars 2016           |
| Chubbins                                                      | Plattformsspel                                                       | 5 juni 2014            |
| Citadale: Gate of Souls                                       | Actionspel, äventyr, datorrollspel                                   | 18 augusti 2016        |
| Citadale: The Legends Trilogy                                 | Actionspel, äventyr, datorrollspel, Strategidatorspel                | 4 maj 2017             |
| Citizens of Earth                                             | datorrollspel                                                        | 22 januari 2015        |
| Cloudberry Kingdom                                            | Plattformsspel                                                       | 1 augusti 2013         |
| Coaster Crazy Deluxe                                          | Simulationsdatorspel                                                 | 21 november 2013       |
| Cocoto Magic Circus 2                                         | First-person shooter                                                 | 26 december 2013       |
| Collateral Thinking                                           | Actionspel, äventyr                                                  | 18 augusti 2016        |
| Color Bombs                                                   | Actionspel                                                           | 22 oktober 2015        |
| Color Cubes                                                   | Pusselspel                                                           | 2 februari 2017        |
| Color Symphony 2                                              | Actionspel, äventyr                                                  | 12 maj 2016            |
| Color Zen                                                     | Pusselspel                                                           | 15 maj 2014            |
| Color Zen Kids                                                | Pusselspel                                                           | 19 juni 2014           |
| Coqui The Game                                                | Actionspel, äventyr                                                  | 1 juni 2017            |
| Cosmophony                                                    | Rhythm                                                               | 30 oktober 2014        |
| Costume Quest 2                                               | äventyr, datorrollspel                                               | 31 oktober 2014        |
| Crab Cakes Rescue                                             | Pusselspel                                                           | 20 augusti 2015        |
| The Croods: Prehistoric Party!                                | Party                                                                | 19 mars 2013           |
| Cube Blitz                                                    | Pusselspel                                                           | 4 juni 2015            |
| Cube Life: Island Survival                                    | Sandbox                                                              | 4 juni 2015            |
| Cube Life: Pixel Action Heroes                                | First-person shooter, Actionspel                                     | 30 mars 2017           |
| Cubemen 2                                                     | Real-time strategy, tower defense                                    | 4 september 2014       |
| Cubeshift                                                     | Arkadspel, Pusselspel                                                | 27 juli 2017           |
| Cubit The Hardcore Platformer Robot HD                        | Actionspel, Arkadspel, Plattformsspel                                | 8 juni 2017            |
| Cup Critters                                                  | Pusselspel, Strategidatorspel                                        | 5 januari 2017         |
| Cutie Clash                                                   | Actionspel, äventyr                                                  | 11 februari 2016       |
| Cutie Pets Go Fishing                                         | Pusselspel, Strategidatorspel                                        | 11 februari 2016       |
| Cutie Pets Jump Rope                                          | Sportspel                                                            | 26 november 2015       |
| Cutie Pets Pick Berries                                       | Pusselspel                                                           | 22 oktober 2015        |
| Cycle of Eternity: Space Anomaly                              | Turn-based strategy                                                  | 10 maj 2018            |
| D.M.L.C. Death Match Love Comedy                              | 19 juni 2014                                                         |                        |
| Daikon Set                                                    | Actionspel, Arkadspel, Strategidatorspel                             | 22 juni 2017           |
| Dare Up Adrenaline                                            | Sportspel                                                            | 9 juli 2015            |
| Darksiders II                                                 | Actionrollspel, hack and slash                                       | 18 november 2012       |
| Darksiders: Warmastered Edition                               | Actionrollspel, hack and slash                                       | 23 maj 2017            |
| Darts Up                                                      | Sportspel                                                            | 18 september 2014      |
| A Day at the Carnival                                         | Arkadspel, first-person shooter, Simulationsdatorspel, Sportspel     | 6 juli 2017            |
| The Deer God                                                  | Plattformsspel                                                       | 28 april 2016          |
| Defend Your Crypt                                             | Strategidatorspel                                                    | 21 juli 2016           |
| Defense Dome                                                  | Actionspel                                                           | 17 september 2015      |
| Demonic Karma Summoner                                        | äventyr                                                              | 27 oktober 2016        |
| Deus Ex: Human Revolution — Director's Cut                    | Actionrollspel, first-person shooter, Stealth                        | 22 oktober 2013        |
| Devil's Third                                                 | First-person shooter, hack and slash                                 | 28 augusti 2015        |
| Dinox                                                         | Edutainment                                                          | 10 december 2015       |
| Discovery                                                     | Actionspel, äventyr                                                  | 7 januari 2016         |
| Disney Epic Mickey 2: The Power of Two                        | Plattformsspel                                                       | 18 november 2012       |
| Disney Infinity                                               | Actionäventyrsspel                                                   | 18 augusti 2013        |
| Disney Infinity 3.0                                           | Actionäventyrsspel                                                   | 28 augusti 2015        |
| Disney Infinity: Marvel Super Heroes                          | Actionäventyrsspel                                                   | 18 september 2014      |
| Disney Planes                                                 | Actionspel, äventyr                                                  | 6 augusti 2013         |
| Disney Planes: Fire & Rescue                                  | Actionspel                                                           | 4 november 2014        |
| Disney's DuckTales: Remastered                                | Plattformsspel                                                       | 13 augusti 2013        |
| Dodge Club Party                                              | Party                                                                | 14 april 2016          |
| Dolphin Up                                                    | Sportspel, Racingspel                                                | 5 februari 2015        |
| Don't Crash                                                   | Racingspel                                                           | 9 juli 2015            |
| Don't Starve: Giant Edition                                   | Actionäventyrsspel, survival horror                                  | 28 maj 2015            |
| Don't Touch Anything Red                                      | Party                                                                | 12 mars 2015           |
| Donkey Kong Country: Tropical Freeze                          | Plattformsspel                                                       | 21 februari 2014       |
| Dot Arcade                                                    | Arkadspel                                                            | 26 mars 2015           |
| Double Breakout                                               | Actionspel                                                           | 22 september 2016      |
| Double Breakout II                                            | Actionspel                                                           | 16 mars 2017           |
| Dr. Luigi                                                     | Pusselspel                                                           | 31 december 2013       |
| Dracula's Legacy                                              | Äventyrsspel, Pusselspel                                             | 14 juli 2016           |
| Dragon Fantasy: The Black Tome of Ice                         | Actionrollspel                                                       | 26 maj 2016            |
| Dragon Fantasy: The Volumes of Westeria                       | Actionrollspel                                                       | 23 juli 2015           |
| Dragon Skills                                                 | Arkadspel                                                            | 28 juli 2016           |
| Dragon Quest X: 5000-nen no Harukanaru Kokyou e Online        | MMORPG                                                               |                        |
| Dragon Quest X: Inishie no Ryuu no Denshou Online             | MMORPG                                                               |                        |
| Dragon Quest X: Mezameshi Itsutsu no Shuzoku Online           | MMORPG                                                               |                        |
| Dragon Quest X: Nemureru Yūsha to Michibiki no Meiyū Online   | MMORPG                                                               |                        |
| Draw 2 Survive                                                | Pusselspel, Strategidatorspel                                        | 14 april 2016          |
| Draw a Stickman: Epic 2                                       | äventyr, Pusselspel                                                  | 30 november 2017       |
| A Drawing's Journey                                           | äventyr, Pusselspel                                                  |                        |
| Dreamals                                                      | Arkadspel, Plattformsspel, Pusselspel                                | 10 mars 2016           |
| Dreamals: Dream Quest                                         | Plattformsspel, Pusselspel                                           | 22 september 2016      |
| Dreii                                                         | Pusselspel                                                           |                        |
| Drop It: Block Paradise!                                      | Pusselspel                                                           |                        |
| Dual Core                                                     | Actionspel, äventyr                                                  | 26 maj 2016            |
| Dungeons & Dragons: Chronicles of Mystara                     | Beat 'em up, Actionrollspel                                          | 22 augusti 2013        |
| Dungeon Hearts DX                                             | datorrollspel, Pusselspel, Strategidatorspel                         | 10 november 2016       |
| Earthlock: Festival of Magic                                  |                                                                      |                        |
| Eba & Egg: A Hatch Trip                                       | Actionspel, Äventyrsspel], Arkadspel, Plattformsspel                 | 20 juli 2017           |
| Ectoplaza                                                     | Actionspel, party                                                    | 27 oktober 2016        |
| Edge                                                          | Pusselspel                                                           | 21 november 2013       |
| Educational Pack of Kids Games                                | Simulationsdatorspel                                                 | 23 juni 2016           |
| Electronic Super Joy                                          | Plattformsspel                                                       | 5 november 2015        |
| Electronic Super Joy: Groove City                             | Plattformsspel                                                       | 15 januari 2015        |
| Elliot Quest                                                  | Actionäventyrsspel, Actionrollspel                                   | 19 mars 2015           |
| Emojikara: A Clever Emoji Match Game                          | Pusselspel, Strategidatorspel                                        | 7 april 2016           |
| Endless Golf                                                  | Sportspel                                                            | 30 juli 2015           |
| Epic Dumpster Bear                                            | äventyr, Plattformsspel                                              | 7 april 2016           |
| Escape from Flare Industries                                  | Actionspel, Pusselspel                                               | 5 maj 2016             |
| ESPN Sports Connection                                        | Sportspel                                                            | 18 november 2012       |
| Evofish                                                       | Party                                                                | 27 februari 2014       |
| Exile's End                                                   | Plattformsspel                                                       | 22 november 2016       |
| Explody Bomb                                                  | Actionspel                                                           | 10 september 2015      |
| Extreme Exorcism                                              | Actionspel, Plattformsspel                                           | 23 september 2015      |
| F1 Race Stars: Powered Up Edition                             | 19 juni 2013                                                         |                        |
| Factotum                                                      | Pusselspel                                                           | 20 augusti 2015        |
| Fake Colors                                                   | Pusselspel                                                           | 30 november 2012       |
| The Fall                                                      | Actionäventyrsspel, Plattformsspel                                   | 26 augusti 2014        |
| Falling Skies: The Game                                       | Tactical datorrollspel                                               | 30 oktober 2014        |
| Family Party: 30 Great Games Obstacle Arcade                  | Party                                                                | 30 november 2012       |
| Family Tennis SP                                              | Sportspel                                                            | 15 januari 2015        |
| Fast & Furious: Showdown                                      | Racingspel                                                           | 21 maj 2013            |
| Fast Racing Neo                                               | Racingspel                                                           | 10 december 2015       |
| Fat City                                                      | Actionspel, Pusselspel                                               | 18 juni 2015           |
| Fat Dragons                                                   | Plattformsspel                                                       | 15 februari 2018       |
| Fatal Frame: Maiden of Black Water                            | Survival horror                                                      | 22 oktober 2015        |
| FIFA 13                                                       | Sportspel                                                            | 18 november 2012       |
| Fifteen                                                       | Arkadspel, Pusselspel, Strategidatorspel                             | 4 maj 2017             |
| Fist of the North Star: Ken's Rage 2                          | Beat 'em up                                                          | 7 februari 2013        |
| Fit Music for Wii U                                           | Fitness                                                              | 15 maj 2014            |
| Flapp & Zegeta                                                | Arkadspel                                                            | 6 november 2014        |
| Flight of Light                                               | Rhythm                                                               | 3 augusti 2017         |
| Flowerworks HD: Follie's Adventure                            | äventyr, datorrollspel, Pusselspel, Actionspel                       | 17 april 2014          |
| Forced                                                        | datorrollspel                                                        | 24 oktober 2013        |
| Forma.8                                                       | Platform-adventure                                                   | 23 februari 2017       |
| Frankenstein: Master of Death                                 | Adventure, Pusselspel                                                |                        |
| Frederic: Resurrection of Music                               | Music                                                                | 31 juli 2014           |
| Free Balling                                                  | Actionspel, Pusselspel, Strategidatorspel                            | 1 september 2016       |
| Freedom Planet                                                | Platform-adventure                                                   | 1 oktober 2015         |
| FreezeME                                                      | Plattformsspel                                                       | 4 februari 2016        |
| Frenchy Bird                                                  | Actionspel, Arkadspel                                                | 29 januari 2015        |
| Fujiko F. Fujio Characters: Daishuugou! SF Dotabata Party!    | Party                                                                |                        |
| FullBlast                                                     | Twin-stick shooter                                                   | 4 juni 2015            |
| Funk of Titans                                                | Action platformer                                                    | 14 maj 2015            |
| Funky Barn It's Farming                                       | Simulationsdatorspel                                                 | 18 november 2012       |
| Funky Physics                                                 | Physics                                                              | 10 september 2015      |
| Futuridium EP Deluxe                                          | Shoot 'em up                                                         | 26 maj 2016            |
| Gaiabreaker                                                   | 19 juni 2013                                                         | 17 juli 2014           |
| Galaxy Blaster                                                | Arkadspel, Pusselspel, first-person shooter, Strategidatorspel       | 20 juli 2017           |
| Game & Wario                                                  | Party                                                                | 23 juni 2013           |
| Game Party Champions                                          | Party                                                                | 18 november 2012       |
| Games for Toddlers                                            | Actionspel, äventyr, edutainment                                     | 1 september 2016       |
| Gear Gauntlet                                                 | Actionspel, äventyr                                                  | 15 september 2016      |
| The Gem Collector                                             | Actionspel, äventyr                                                  | 8 september 2016       |
| Gemology                                                      | Strategidatorspel, Pusselspel                                        | 1 oktober 2015         |
| Geom                                                          | Pusselspel                                                           | 19 juni 2014           |
| GetClose: A game for Rivals                                   | Party                                                                | 27 november 2014       |
| Ghost Blade HD                                                | Actionspel                                                           | 28 februari 2017       |
| Giana Sisters: Twisted Dreams                                 | Plattformsspel, Pusselspel                                           | 22 augusti 2013        |
| Giana Sisters: Twisted Dreams – Director's Cut                | Plattformsspel, Pusselspel                                           | 9 november 2015        |
| The Girl and the Robot                                        | - Actionspel - äventyr - Pusselspel - rpg                            | 25 maj 2017            |
| Girls Like Robots                                             | Pusselspel                                                           | 12 november 2015       |
| Gotouchi Tetsudou: Gotouchi Kyara to Nihon Zenkoku no Tabi    | Board game                                                           |                        |
| Grand Prix Rock 'N Racing                                     | Arkadspel, Pusselspel, Strategidatorspel                             | 15 september 2016      |
| GravBlocks+                                                   | Pusselspel                                                           | 26 februari 2015       |
| Gravity+                                                      | Pusselspel                                                           | 3 november 2016        |
| Gravity Badgers                                               | Actionspel, Arkadspel, Pusselspel                                    | 29 maj 2014            |
| Grumpy Reaper                                                 | Arkadspel                                                            | 3 mars 2016            |
| Guac' a Mole                                                  | Actionspel, Pusselspel, Arkadspel                                    |                        |
| Guacamelee!: Super Turbo Championship Edition                 | Plattformsspel, beat 'em up                                          | 2 juli 2014            |
| Guitar Hero Live                                              | Rhythm                                                               | 20 oktober 2015        |
| Gunman Clive HD Collection                                    | Action, side-scrolling                                               | 3 september 2015       |
| Hello Kitty Kruisers                                          |                                                                      |                        |
| Heptrix                                                       | Pusselspel                                                           | 27 november 2014       |
| High Strangeness                                              | Actionäventyrsspel                                                   | 6 maj 2015             |
| Hive Jump                                                     | Plattformsspel, shooter                                              | 28 september 2017      |
| Hold Your Fire: A Game About Responsibility                   | Shoot 'em up                                                         | 24 september 2015      |
| Hot Rod Racer                                                 | Racingspel                                                           | 21 juli 2016           |
| Hot Wheels World's Best Driver                                | Racingspel                                                           | 17 september 2013      |
| How to Survive                                                | Actionrollspel, survival horror                                      | 5 juni 2014            |
| How to Train Your Dragon 2                                    | Actionäventyrsspel                                                   | 10 juni 2014           |
| Human Resource Machine                                        | Pusselspel                                                           | 29 oktober 2015        |
| Humanitarian Helicopter                                       | Actionspel, äventyr                                                  | 21 juli 2016           |
| HurryUp! Bird Hunter                                          | Actionspel                                                           | 14 juli 2016           |
| Hyrule Warriors                                               | Actionspel, hack and slash                                           | 19 september 2014      |
| I C Redd                                                      |                                                                      |                        |
| I've Got to Run!                                              | Plattformsspel                                                       | 5 juni 2014            |
| Ice Cream Surfer                                              | Actionspel, shoot 'em up                                             | 31 juli 2014           |
| Infinity Runner                                               | Plattformsspel                                                       | 15 mars 2016           |
| Injustice: Gods Among Us                                      | Fightingspel                                                         | 16 april 2013          |
| Inside My Radio                                               | Actionspel, äventyr                                                  | 25 februari 2016       |
| Internal Invasion                                             | Pusselspel, Strategidatorspel                                        | 3 juli 2014            |
| Invanoid                                                      | Pusselspel, Strategidatorspel                                        | 30 juni 2016           |
| IQ Test                                                       | Pusselspel, Strategidatorspel                                        | 31 juli 2014           |
| Island Flight Simulator                                       | Actionspel, äventyr                                                  | 17 december 2015       |
| Ittle Dew                                                     | Actionäventyrsspel                                                   | 29 maj 2014            |
| Jackpot 777                                                   |                                                                      |                        |
| Jeopardy!                                                     | Trivia                                                               | 14 december 2012       |
| Jett Tailfin                                                  | Racingspel                                                           | 7 augusti 2014         |
| Jewel Quest                                                   | Pusselspel, Strategidatorspel                                        | 10 mars 2016           |
| Job the Leprechaun                                            | Plattformsspel                                                       | 24 september 2015      |
| Joe's Diner                                                   | Actionspel, äventyr                                                  | 28 januari 2016        |
| Jolt Family Robot Racer                                       | Racing                                                               | 11 januari 2018        |
| Jones on Fire                                                 | Actionspel, äventyr                                                  | 10 december 2015       |
| Jotun: Valhalla Edition                                       | Actionspel, exploration                                              | 8 september 2016       |
| Journey of a Special Average Balloon                          | Actionspel                                                           | 21 maj 2015            |
| Just Dance 4                                                  | Rhythm                                                               | 18 november 2012       |
| Just Dance 2014                                               | Rhythm                                                               | 2 oktober 2013         |
| Just Dance 2015                                               | Rhythm                                                               | 21 oktober 2014        |
| Just Dance 2016                                               | Rhythm                                                               | 20 oktober 2015        |
| Just Dance 2017                                               | Music                                                                | 25 oktober 2016        |
| Just Dance 2018                                               | Music                                                                | 24 oktober 2017        |
| Just Dance 2019                                               | Music                                                                | 23 oktober 2018        |
| Just Dance: Disney Party 2                                    | Musik, rhythm                                                        | 20 oktober 2015        |
| Just Dance Kids 2014                                          | Musik, rhythm                                                        | 22 oktober 2013        |
| Just Dance Wii U                                              | Rhythm                                                               |                        |
| Kamen Rider: Battride War II                                  | 19 juni 2014                                                         |                        |
| Kamen Rider: SummonRide                                       | Actionrollspel, hack and slash                                       |                        |
| Kemono Dash                                                   | Racing                                                               |                        |
| Keytari: 8-bit Music Maker                                    | Music                                                                | 9 juli 2015            |
| Kick & Fennick                                                | Plattformsspel                                                       | 2 juli 2016            |
| Kickbeat: Special Edition                                     | Musik, rhythm                                                        | 16 september 2014      |
| Kirby and the Rainbow Curse                                   | Plattformsspel                                                       | 20 februari 2015       |
| Koi DX                                                        | Pusselspel, äventyr                                                  | 19 januari 2017        |
| Knytt Underground                                             | äventyr                                                              | 19 december 2013       |
| Kung Fu Fight!                                                | Endless runner                                                       | 6 augusti 2015         |
| Kung Fu Panda: Showdown of Legendary Legends                  | Fightingspel                                                         | 15 december 2015       |
| Kung Fu Rabbit                                                | Actionspel                                                           | 18 april 2013          |
| Land It Rocket                                                |                                                                      |                        |
| Laser Blaster                                                 | Shoot 'em up                                                         | 22 september 2016      |
| Legend of Kay Anniversary                                     | Plattformsspel                                                       | 28 juli 2015           |
| The Legend of Zelda: Breath of the Wild                       | Actionäventyrsspel                                                   | 3 mars 2017            |
| The Legend of Zelda: Twilight Princess HD                     | Actionäventyrsspel                                                   | 4 mars 2016            |
| The Legend of Zelda: The Wind Waker HD                        | Actionäventyrsspel                                                   | 4 oktober 2013         |
| Lego Batman 2: DC Super Heroes                                | Actionäventyrsspel                                                   | 21 maj 2013            |
| Lego Batman 3: Beyond Gotham                                  | Actionäventyrsspel                                                   | 11 november 2014       |
| Lego City Undercover                                          | Actionäventyrsspel                                                   | 18 mars 2013           |
| Lego Dimensions                                               | Actionäventyrsspel                                                   | 27 september 2015      |
| Lego Jurassic World                                           | Actionäventyrsspel                                                   | 12 juni 2015           |
| Lego Marvel Super Heroes                                      | Actionäventyrsspel                                                   | 22 oktober 2013        |
| Lego Marvel's Avengers                                        | Actionäventyrsspel                                                   | 26 januari 2016        |
| The Lego Movie Videogame                                      | Actionäventyrsspel                                                   | 7 februari 2014        |
| Lego Star Wars: The Force Awakens                             | Actionäventyrsspel                                                   | 28 juni 2016           |
| Lego The Hobbit                                               | Actionäventyrsspel, Actionrollspel                                   | 8 april 2014           |
| The Letter                                                    | äventyr                                                              | 10 juli 2014           |
| Letter Quest Remastered                                       | datorrollspel                                                        | 28 juli 2016           |
| Level 22, Gary's Misadventures                                | Stealth                                                              | 28 januari 2016        |
| Life of Pixel                                                 | Action platformer                                                    | 18 juni 2015           |
| Little Inferno                                                | Pusselspel                                                           | 18 november 2012       |
| Lone Survivor: The Director's Cut                             | Survival horror                                                      | 16 oktober 2014        |
| Lost Reavers                                                  | Actionspel                                                           | 28 april 2016          |
| Lovely Planet                                                 | First-person shooter                                                 | 31 mars 2016           |
| Lucadian Chronicles                                           | Strategidatorspel                                                    | 11 december 2014       |
| Lucentek Beyond                                               | datorrollspel, äventyr, Actionspel, Fightingspel                     | 2 februari 2017        |
| Lucentrek: Activate                                           | Actionspel, äventyr                                                  | 19 november 2015       |
| Luv Me Buddies Wonderland                                     | Party                                                                | 29 maj 2014            |
| Madden NFL 13                                                 |                                                                      |                        |
| Mahjong                                                       | Pusselspel                                                           | 22 september 2016      |
| Mahjong Deluxe 3                                              | Pusselspel                                                           | 16 mars 2017           |
| Manabi Getto!                                                 | Educational                                                          |                        |
| Mario & Sonic at the Rio 2016 Olympic Games                   | Sportspel                                                            | 24 juni 2016           |
| Mario & Sonic at the Sochi 2014 Olympic Winter Games          | Sportspel                                                            | 8 november 2013        |
| Mario Kart 8                                                  | Racingspel                                                           | 30 maj 2014            |
| Mario Party 10                                                | Party                                                                | 20 mars 2015           |
| Mario Tennis: Ultra Smash                                     | Sportspel                                                            | 20 november 2015       |
| Mario vs. Donkey Kong: Tipping Stars                          | Pusselspel                                                           | 5 mars 2015            |
| Marvel Avengers: Battle for Earth                             | Fightingspel                                                         | 4 december 2012        |
| Mass Effect 3: Special Edition                                | Actionrollspel, third-person shooter                                 | 18 november 2012       |
| Masked Forces                                                 | Actionspel                                                           | 3 maj 2018             |
| Master Reboot                                                 | Graphic adventure, survival horror                                   | 24 juli 2014           |
| Maze                                                          | Äventyrsspel, Pusselspel                                             | 8 januari 2015         |
| Maze Break                                                    | Pusselspel                                                           | 9 februari 2017        |
| Mega Maze                                                     | Pusselspel                                                           | 19 januari 2017        |
| Meine Ersten Mitsing-Lieder                                   | Music                                                                |                        |
| Meme Run                                                      | Actionspel                                                           | 18 december 2014       |
| Midnight                                                      | Plattformsspel                                                       | 22 januari 2015        |
| Midnight 2                                                    | Plattformsspel                                                       | 5 maj 2016             |
| Midtown Crazy Race                                            | Racingspel                                                           | 31 juli 2014           |
| Mighty No. 9                                                  | Actionspel, Plattformsspel                                           | 21 juni 2016           |
| Mighty Switch Force!: Hyper Drive Edition                     | Plattformsspel, Pusselspel                                           | 18 november 2012       |
| Mighty Switch Force! 2                                        | Plattformsspel, Pusselspel                                           | 17 oktober 2013        |
| Miko Mole                                                     | Simulationsdatorspel                                                 | 4 juni 2016            |
| MikroGame: Rotator                                            | Actionspel, Arkadspel                                                | 18 augusti 2016        |
| Minecraft: Story Mode - The Complete Adventure                | Point and click adventure                                            | 13 december 2016       |
| Minecraft: Wii U Edition                                      | Sandbox                                                              | 17 december 2015       |
| Mini Mario & Friends: Amiibo Challenge                        | Pusselspel                                                           | 28 april 2016          |
| Mini-Games Madness Volume#1: Hello World!                     | Party                                                                | 28 januari 2016        |
| Minna de Uchū Tour: ChariSou DX 2                             | Actionspel                                                           |                        |
| The Misshitsukara no Dasshutsu: Subete no Hajimari 16 no Nazo | Point-and-click adventure                                            |                        |
| The Misshitsukara no Dasshutsu 2: Kesareta 19 no Kioku        | Point-and-click adventure                                            |                        |
| Molly Maggot                                                  | Actionäventyrsspel                                                   | 31 december 2015       |
| Momonga Pinball Adventures                                    | Pinball                                                              | 15 oktober 2015        |
| Mon Premier Karaoké                                           | Music                                                                | 18 september 2014      |
| Monkey Pirates                                                | Party                                                                | 19 juni 2014           |
| Monster High: 13 Wishes                                       | Actionspel                                                           | 29 oktober 2013        |
| Monster High: New Ghoul in School                             | Actionäventyrsspel                                                   | 17 november 2015       |
| Monster Hunter 3 Ultimate                                     | Actionrollspel                                                       | 19 mars 2013           |
| Monster Hunter: Frontier G                                    | Actionrollspel                                                       |                        |
| Monster Hunter: Frontier G Genuine                            | Actionrollspel                                                       |                        |
| Monster Hunter: Frontier G5                                   | Actionrollspel                                                       |                        |
| Monster Hunter: Frontier G6                                   | Actionrollspel                                                       |                        |
| Monster Hunter: Frontier G7                                   | Actionrollspel                                                       |                        |
| Monster Hunter: Frontier G8                                   | Actionrollspel                                                       |                        |
| Monster Hunter: Frontier Z                                    | Actionrollspel                                                       |                        |
| Mop: Operation Cleanup                                        | Actionspel, Äventyrsspel], Arkadspel                                 | 20 april 2017          |
| Mortar Melon                                                  | Actionspel, physics                                                  | 20 augusti 2015        |
| Mr. Pumpkin Adventure                                         | Äventyrsspel], Pusselspel                                            | 20 oktober 2016        |
| Mutant Alien Moles of the Dead                                | Actionspel                                                           | 30 mars 2017           |
| Mutant Mudds Deluxe                                           | Plattformsspel                                                       | 13 juni 2013           |
| Mutant Mudds Super Challenge                                  | Plattformsspel                                                       | 17 mars 2016           |
| My Arctic Farm                                                | Simulationsdatorspel                                                 | 26 juni 2014           |
| My Exotic Farm                                                | Simulationsdatorspel                                                 | 10 april 2014          |
| My Farm                                                       | Simulationsdatorspel                                                 | 6 februari 2014        |
| My First Songs                                                | Music                                                                | 17 april 2014          |
| My Jurassic Farm                                              | Simulationsdatorspel                                                 | 26 juni 2014           |
| My Style Studio: Hair Salon                                   | Simulationsdatorspel                                                 | 27 mars 2014           |
| My Style Studio: Notebook                                     | Art                                                                  | 12 mars 2015           |
| The Mysterious Cities of Gold: Secret Paths                   | Pusselspel, Stealth                                                  | 21 november 2013       |
| Nano Assault Neo                                              | 19 juni 2013                                                         | 30 november 2012       |
| NBA 2K13                                                      | Sportspel                                                            | 18 november 2012       |
| Near Earth Objects                                            | Actionspel, Äventyrsspel]                                            | 14 januari 2016        |
| Need for Speed: Most Wanted U                                 | Racing                                                               | 19 mars 2013           |
| Neon Battle                                                   | Sportspel                                                            | 9 juli 2015            |
| NES Remix                                                     | Actionspel                                                           | 18 december 2013       |
| NES Remix 2                                                   | Actionspel                                                           | 25 april 2014          |
| NES Remix Pack                                                | Actionspel                                                           | 5 december 2014        |
| Never Alone                                                   | Puzzle platformer                                                    | 25 juni 2015           |
| New Super Luigi U                                             | Plattformsspel                                                       | 20 juni 2013           |
| New Super Mario Bros. U                                       | Plattformsspel                                                       | 18 november 2012       |
| Nihilumbra                                                    | Pusselspel, Plattformsspel                                           | 14 maj 2015            |
| Ninja Gaiden 3: Razor's Edge                                  | Actionäventyrsspel, hack and slash                                   | 18 november 2012       |
| Ninja Pizza Girl                                              | Actionspel, Äventyrsspel]                                            | 6 oktober 2016         |
| Ninja Strike: Dangerous Dash                                  | Plattformsspel                                                       | 15 oktober 2015        |
| Nintendo Land                                                 | Party                                                                | 18 november 2012       |
| Noitu Love: Devolution                                        | Actionspel                                                           | 15 september 2016      |
| Nova-111                                                      |                                                                      |                        |
| Now I Know my ABCs                                            | Edutainment                                                          | 31 mars 2016           |
| Octocopter: Super Sub Squid Escape                            |                                                                      |                        |
| Octodad: Dadliest Catch                                       | Äventyrsspel]                                                        | 29 oktober 2015        |
| Oddworld: Abe's Oddysee – New 'n' Tasty!                      | Plattformsspel, Pusselspel                                           | 11 februari 2016       |
| Ohayou! Beginner's Japanese                                   | Edutainment                                                          | 17 november 2016       |
| Okiraku Tennis SP                                             | Sportspel                                                            |                        |
| OlliOlli                                                      | Sportspel                                                            | 5 mars 2015            |
| Olympia Rising                                                | Actionspel, Plattformsspel                                           | 14 april 2016          |
| One Piece: Unlimited World Red                                | Actionäventyrsspel                                                   | 27 juni 2014           |
| Orbit                                                         | Arkadspel, Pusselspel, Strategidatorspel, first-person shooter       | 20 april 2017          |
| Othello                                                       | Board game                                                           |                        |
| Outside The Realm                                             | Pusselspel, Strategidatorspel                                        | 11 februari 2016       |
| Overworld Defender Remix                                      | Actionspel, Äventyrsspel]                                            | 4 augusti 2016         |
| Pac-Man and the Ghostly Adventures                            | 19 juni 2014                                                         | 28 november 2013       |
| Pac-Man and the Ghostly Adventures 2                          | Plattformsspel                                                       | 14 oktober 2014        |
| Panda Love                                                    | Arkadspel, Plattformsspel                                            | 25 augusti 2016        |
| Paparazzi                                                     | Party                                                                | 12 februari 2015       |
| Paper Mario: Color Splash                                     | Action-adventure                                                     | 7 oktober 2016         |
| Paper Monsters Recut                                          | Plattformsspel                                                       | 16 oktober 2014        |
| Paranautical Activity                                         | First-person shooter                                                 | 14 april 2016          |
| The Peanuts Movie: Snoopy's Grand Adventure                   | Plattformsspel                                                       | 3 november 2015        |
| Peg Solitaire                                                 | Pusselspel, Strategidatorspel                                        | 4 februari 2016        |
| Penguins of Madagascar                                        | Actionspel                                                           | 18 november 2014       |
| Pentapuzzle                                                   | Pusselspel                                                           | 19 mars 2015           |
| Percy's Predicament                                           | Plattformsspel                                                       | 6 februari 2014        |
| Perpetual Blast                                               | Actionspel                                                           | 8 oktober 2015         |
| The Perplexing Orb                                            | Äventyrsspel                                                         | 14 januari 2016        |
| Phineas and Ferb: Quest for Cool Stuff                        | Plattformsspel                                                       | 13 augusti 2013        |
| Piano Teacher                                                 | Simulationsdatorspel                                                 | 1 september 2016       |
| Pic-a-Pix Color                                               | Pusselspel                                                           | 30 mars 2017           |
| PictoParty                                                    | Party                                                                | 29 oktober 2015        |
| Pier Solar and the Great Architects                           | datorrollspel                                                        | 6 november 2014        |
| Pikmin 3                                                      | Real-time strategy                                                   | 26 juli 2013           |
| Pinball                                                       | Arkadspel, Äventyrsspel], board games, Strategidatorspel, Pusselspel | 18 maj 2017            |
| The Pinball Arcade                                            | Pinball                                                              | 21 april 2016          |
| Pinball Breakout                                              | Arkadspel                                                            | 3 november 2016        |
| Ping 1.5+                                                     | Pusselspel, Strategidatorspel                                        | 16 oktober 2014        |
| Pirate Pop Plus                                               | Actionspel                                                           | 20 oktober 2016        |
| Pixel Paint                                                   | Art                                                                  | 30 oktober 2014        |
| Pixel Slime U                                                 | Plattformsspel                                                       | 27 augusti 2015        |
| PixelJunk Monsters                                            | Tower defense                                                        | 19 maj 2016            |
| PixelMaker                                                    | Edutainment                                                          | 28 april 2016          |
| PixlCross                                                     | Pusselspel                                                           | 31 mars 2016           |
| Placards                                                      | Pusselspel, Strategidatorspel                                        | 23 februari 2017       |
| Plantera                                                      | Simulationsdatorspel, Strategidatorspel                              | 9 februari 2017        |
| Plenty of Fishies                                             | Actionspel                                                           | 18 december 2014       |
| Pokémon Rumble U                                              | Actionrollspel, beat 'em up                                          | 15 augusti 2013        |
| Poker Dice Solitaire Future                                   | Pusselspel, Strategidatorspel                                        | 3 juli 2014            |
| Pokkén Tournament                                             | Fightingspel                                                         | 18 mars 2016           |
| Poncho                                                        | Puzzle-platformer                                                    | 18 augusti 2016        |
| Preston Sterling and the Legend of Excalibur                  | Action, adventure, Pusselspel                                        | 1 juni 2017            |
| Prism Pets                                                    | Pusselspel                                                           | 30 juni 2016           |
| Psibo                                                         | Arkadspel                                                            | 6 oktober 2016         |
| Psyscrolr                                                     | Plattformsspel                                                       | 2 april 2015           |
| Puddle                                                        | Plattformsspel, Pusselspel                                           | 30 november 2012       |
| Pumped BMX                                                    | Racingspel, Plattformsspel                                           | 1 oktober 2015         |
| PuchiCon Big                                                  | Actionspel                                                           |                        |
| Pure Chess                                                    | Board game                                                           | 20 mars 2014           |
| Pushmo World                                                  | Pusselspel                                                           | 19 juni 2014           |
| Puyo Puyo Tetris                                              | Pusselspel                                                           |                        |
| Puzzle Monkeys                                                | Pusselspel                                                           | 5 februari 2015        |
| Quadcopter Pilot Challenge                                    |                                                                      |                        |
| Q.U.B.E: Director's Cut                                       | Pusselspel                                                           | 27 augusti 2015        |
| Queens Garden                                                 | Board game, Pusselspel                                               | 21 april 2016          |
| Quest of Dungeons                                             | Äventyrsspel, Actionrollspel                                         | 29 september 2016      |
| The Quiet Collection                                          | Äventyrsspel]                                                        | 23 juli 2015           |
| Rabbids Land                                                  | 19 juni 2013                                                         | 30 november 2012       |
| Race the Sun                                                  | Endless runner                                                       | 8 oktober 2015         |
| Radiantflux: Hyperfractal                                     | Äventyrsspel]                                                        | 22 december 2016       |
| Rainbow Snake                                                 | Arkadspel                                                            | 3 maj 2018             |
| Rakoo & Friends                                               | Party                                                                | 15 oktober 2015        |
| Rapala Pro Bass Fishing                                       | Simulationsdatorspel                                                 | 4 december 2012        |
| Rayman Legends                                                | Plattformsspel                                                       | 30 augusti 2013        |
| Red Riding Hood                                               | Edutainment                                                          | 2 oktober 2014         |
| Replay: VHS is Not Dead                                       | Actionspel, Plattformsspel, Pusselspel                               | 25 februari 2016       |
| Reptilian Rebellion                                           | Actionspel, Arkadspel, shooter                                       | 5 maj 2016             |
| Resident Evil: Revelations                                    | Survival horror                                                      | 21 maj 2013            |
| Retro Road Rumble                                             | Pusselspel, Strategidatorspel                                        | 20 oktober 2016        |
| Revenant Saga                                                 | datorrollspel                                                        | 6 juli 2017            |
| Rise of the Guardians: The datorspel                          | Actionäventyrsspel                                                   | 4 december 2012        |
| The Rivers of Alice: Extended Version                         | Äventyrsspel]                                                        | 24 september 2015      |
| Rock 'N Racing Grand Prix                                     | Actionspel                                                           | 15 september 2016      |
| Rock 'N Racing Off Road                                       | Racingspel                                                           | 29 januari 2015        |
| Rock 'N Racing Off Road DX                                    | Racingspel                                                           | 17 september 2015      |
| Rock Zombie                                                   | Actionspel                                                           | 30 oktober 2014        |
| Rodea the Sky Soldier                                         | Actionspel                                                           | 10 november 2015       |
| Romance of the Three Kingdoms 12                              | Turn-based strategy, tactical datorrollspel                          |                        |
| Rorrim                                                        | Actionspel, Äventyrsspel], Pusselspel                                | 8 september 2016       |
| Roving Rogue                                                  | Actionspel, Äventyrsspel]                                            | 2 juli 2015            |
| RTO                                                           | First-person shooter                                                 | 16 november 2017       |
| RTO 2                                                         | First-person shooter                                                 | 1 mars 2018            |
| Rubik's Cube                                                  | Pusselspel, Simulationsdatorspel                                     | 23 juni 2016           |
| Run Run and Die                                               | Actionspel, Arkadspel, Plattformsspel                                | 28 april 2016          |
| Runbow                                                        | Plattformsspel, Racingspel                                           | 27 augusti 2015        |
| Rush                                                          | Pusselspel, Plattformsspel                                           | 12 december 2013       |
| Rynn's Adventure: Trouble in the Enchanted Forest             | Plattformsspel                                                       | 26 maj 2016            |
| Ryū ga Gotoku 1 & 2: HD Edition                               | Actionäventyrsspel                                                   |                        |
| Sanatory Hallways                                             |                                                                      |                        |
| Santa Factory                                                 | Puzzle platformer                                                    | 9 juli 2015            |
| Scram Kitty and His Buddy on Rails                            | Plattformsspel                                                       | 15 maj 2014            |
| Scribble                                                      | Pusselspel                                                           | 15 december 2016       |
| Scribblenauts Unlimited                                       | Pusselspel, Actionspel                                               | 18 november 2012       |
| Scribblenauts Unmasked: A DC Comics Adventure                 | Pusselspel, Actionspel                                               | 24 september 2013      |
| Secret Files: Tunguska                                        | Äventyrsspel], Pusselspel                                            |                        |
| Severed                                                       | Actionspel                                                           | 22 september 2016      |
| Shadow Archer                                                 | Action, Äventyrsspel]                                                | 25 augusti 2016        |
| Shadow Archery                                                | Action, Äventyrsspel]                                                | 12 april 2018          |
| Shadow Puppeteer                                              | Pusselspel, Äventyrsspel]                                            | 28 januari 2016        |
| Shantae and the Pirate's Curse                                | Actionäventyrsspel                                                   | 25 december 2014       |
| Shantae: Half-Genie Hero                                      | Plattformsspel                                                       | 20 december 2016       |
| Shantae: Risky's Revenge – Director's Cut                     | Plattformsspel                                                       | 24 mars 2016           |
| Shapes of Gray                                                | Actionspel                                                           | 21 maj 2015            |
| Shiftlings                                                    | Pusselspel, Plattformsspel                                           | 25 juni 2015           |
| Shiny the Firefly                                             | Pusselspel                                                           | 27 november 2014       |
| Shooting Range by Thornbury Software                          | Pusselspel, Strategidatorspel                                        | 21 oktober 2016        |
| Shoot the Ball                                                | Pusselspel, Strategidatorspel                                        | 1 december 2016        |
| Shooty Space                                                  | Arkadspel, shooter                                                   | 15 september 2016      |
| Shovel Knight                                                 | Actionspel, Plattformsspel                                           | 26 juni 2014           |
| Shovel Knight: King of Cards                                  | Actionspel, Äventyrsspel], Plattformsspel                            |                        |
| Shovel Knight: Plague of Shadows                              | Actionspel, Plattformsspel                                           | 17 september 2015      |
| Shovel Knight: Specter of Torment                             | Actionspel, Plattformsspel                                           | 21 april 2017          |
| Shut the Box                                                  | Pusselspel, Strategidatorspel                                        | 7 augusti 2014         |
| Shütshimi                                                     | Shoot-em-up                                                          | 4 februari 2016        |
| Shuttle Rush                                                  | Action platformer                                                    | 6 november 2014        |
| Sing Party                                                    | Music                                                                | 18 november 2012       |
| Six Sides of the World                                        | Pusselspel                                                           |                        |
| Skeasy                                                        | Arkadspel, Strategidatorspel                                         | 21 januari 2016        |
| Sketch Wars                                                   | Party                                                                | 10 december 2015       |
| Skorb                                                         | Äventyrsspel], Strategidatorspel, Racingspel                         | 6 oktober 2016         |
| Skunky B's Super Slots Saga #1                                | Actionspel, Äventyrsspel]                                            | 1 september 2016       |
| Sky Force Anniversary                                         | Arkadspel                                                            | 16 mars 2017           |
| Skylanders: Giants                                            | Actionrollspel, Actionäventyrsspel, Plattformsspel                   | 18 november 2012       |
| Skylanders: Imaginators                                       | Actionäventyrsspel, Plattformsspel                                   | 14 oktober 2016        |
| Skylanders: Spyro's Adventure                                 | Actionrollspel, Actionäventyrsspel, Plattformsspel                   |                        |
| Skylanders: SuperChargers                                     | Actionrollspel, Actionäventyrsspel, Plattformsspel, Racingspel       | 20 september 2015      |
| Skylanders: Swap Force                                        | Role-playing, Actionäventyrsspel, Plattformsspel                     | 13 oktober 2013        |
| Skylanders: Trap Team                                         | Role-playing, Actionäventyrsspel, Plattformsspel                     | 5 oktober 2014         |
| Slender: The Arrival                                          | Survival horror                                                      | 22 oktober 2015        |
| Slots: Pharaoh's Riches                                       | Strategidatorspel                                                    | 14 april 2016          |
| Smart Adventures Mission Math: Sabotage at the Space Station  | Actionspel, Plattformsspel, Pusselspel                               | 25 februari 2016       |
| The Smurfs 2                                                  | Actionäventyrsspel, Plattformsspel                                   | 19 juli 2013           |
| Snake Den                                                     | Arkadspel                                                            | 20 november 2014       |
| Sniper Elite V2                                               | Tactical shooter, Stealth                                            | 21 maj 2013            |
| Snowball                                                      | Actionspel                                                           | 19 januari 2017        |
| Solitaire                                                     | Pusselspel                                                           | 27 oktober 2016        |
| Solitaire Dungeon Escape                                      | Card game                                                            | 18 juni 2015           |
| Sonic & All-Stars Racing Transformed                          | Racingspel                                                           | 18 november 2012       |
| Sonic Boom: Rise of Lyric                                     | Actionäventyrsspel                                                   | 11 november 2014       |
| Sonic Lost World                                              | Actionäventyrsspel, Plattformsspel                                   | 18 oktober 2013        |
| Soon Shine                                                    | Actionspel, Pusselspel                                               | 14 augusti 2014        |
| Soul Axiom                                                    | datorrollspel                                                        | 29 september 2016      |
| Space Hulk                                                    | Turn-based tactics                                                   | 14 januari 2016        |
| Space Hunted                                                  | Actionspel, Arkadspel, Plattformsspel                                | 29 juni 2017           |
| SpaceRoads                                                    | Sportspel, racing                                                    | 5 maj 2016             |
| Spellcaster's Assistant                                       | Arkadspel                                                            | 29 mars 2018           |
| Sphere Slice                                                  | Arkadspel, Fightingspel, Pusselspel, Strategidatorspel               | 1 juni 2017            |
| SphereZor                                                     | Actionspel, Äventyrsspel]                                            | 8 september 2016       |
| Spheroids                                                     | Plattformsspel                                                       | 5 januari 2017         |
| Spikey Walls                                                  | Pusselspel, Strategidatorspel                                        | 18 september 2014      |
| Spin the Bottle: Bumpie's Party                               | Party                                                                | 8 augusti 2013         |
| Splashy Duck                                                  | Actionspel, Arkadspel                                                | 23 juni 2016           |
| Splatoon                                                      | Third-person shooter                                                 | 29 maj 2015            |
| SpongeBob SquarePants: Plankton's Robotic Revenge             | Actionäventyrsspel, Plattformsspel, third-person shooter             | 11 oktober 2013        |
| Sportsball                                                    | Sportspel                                                            | 6 november 2014        |
| Spot the Differences! Party                                   | Pusselspel                                                           | 5 september 2013       |
| Spy Chameleon                                                 | Arkadspel, Pusselspel                                                | 25 december 2014       |
| Squids Odyssey                                                | Tactical datorrollspel                                               | 22 maj 2014            |
| Star Fox Guard                                                | Tower defense                                                        | 22 april 2016          |
| Star Fox Zero                                                 | Shoot 'em up                                                         | 22 april 2016          |
| Star Ghost                                                    | Shoot 'em up                                                         | 10 mars 2016           |
| Star Sky                                                      | Äventyrsspel]                                                        | 10 september 2015      |
| Star Sky 2                                                    | Äventyrsspel], Simulationsdatorspel                                  | 14 april 2016          |
| Star Splash: Shattered Star                                   | Action, Arkadspel                                                    | 2 februari 2017        |
| Star Wars Pinball                                             | Pinball                                                              | 11 juli 2013           |
| Starwhal                                                      | Party                                                                | 24 september 2015      |
| Stealth Inc. 2: A Game of Clones                              | Plattformsspel, Stealth                                              | 30 oktober 2014        |
| SteamWorld Dig                                                | Plattformsspel, Actionäventyrsspel                                   | 28 augusti 2014        |
| SteamWorld Heist                                              | Turn-based strategy                                                  | 30 september 2016      |
| Steel Lords                                                   | Actionspel, Äventyrsspel], Fightingspel                              | 24 juni 2016           |
| Steel Rivals                                                  | Actionspel, Äventyrsspel], Fightingspel                              | 3 mars 2016            |
| Stick It to the Man!                                          | Actionspel                                                           | 1 maj 2014             |
| Stone Shire                                                   | Sandbox                                                              | 21 maj 2015            |
| The Stonecutter                                               | Visual novel                                                         | 4 juni 2015            |
| Sudoku and Permudoku                                          | Pusselspel, Strategidatorspel                                        | 5 maj 2016             |
| Sudoku Party                                                  | Actionspel, Pusselspel                                               | 16 mars 2017           |
| Super Destronaut                                              | Actionspel, Äventyrsspel]                                            | 19 mars 2015           |
| Super Destronaut 2: Go Duck Yourself                          | Actionspel                                                           | 20 oktober 2016        |
| Super Hero Math                                               | Pusselspel, Strategidatorspel                                        | 1 september 2016       |
| Super Mario 3D World                                          | Plattformsspel                                                       | 22 november 2013       |
| Super Mario Maker                                             | Level editor, Plattformsspel                                         | 11 september 2015      |
| Super Meat Boy                                                | Plattformsspel                                                       | 12 maj 2016            |
| Super Robo Mouse                                              | Actionspel, Äventyrsspel]                                            | 7 april 2016           |
| Super Smash Bros. for Wii U                                   | Fightingspel                                                         | 21 november 2014       |
| Super Toy Cars                                                | Racingspel                                                           | 24 juli 2014           |
| Super Ultra Star Shooter                                      | Actionspel, Arkadspel                                                | 21 september 2017      |
| Surfin' Sam: Attack of the Aqualites                          | Actionspel, Äventyrsspel]                                            | 11 augusti 2016        |
| Suspension Railroad Simulator                                 | Simulationsdatorspel                                                 | 26 mars 2015           |
| Swap Blocks                                                   | Pusselspel                                                           | 1 juni 2017            |
| Swap Fire                                                     | First-person shooter                                                 | 18 november 2016       |
| The Swapper                                                   | Plattformsspel, Pusselspel                                           | 6 november 2014        |
| Sweetest Thing                                                | Pusselspel                                                           | 5 maj 2016             |
| The Swindle                                                   | Plattformsspel, Actionspel, stealth                                  | 10 september 2015      |
| Swords & Soldiers                                             | Real-time strategy                                                   | 22 maj 2014            |
| Swords & Soldiers II                                          | Real-time strategy                                                   | 21 maj 2015            |
| Tabletop Gallery                                              | 19 juni 2015                                                         |                        |
| Tachyon Project                                               | Twin-stick shooter                                                   | 31 mars 2016           |
| Tadpole Treble                                                | Actionspel, Äventyrsspel]                                            | 11 augusti 2016        |
| Taiko no Tatsujin: Atsumete Tomodachi Daisakusen!             | Rhythm                                                               |                        |
| Taiko no Tatsujin: Tokumori!                                  | Rhythm                                                               |                        |
| Taiko no Tatsujin: Wii U Version                              | Rhythm                                                               |                        |
| Tallowmere                                                    | Actionspel                                                           | 1 september 2016       |
| Tank SP                                                       | Actionspel                                                           |                        |
| Tank! Tank! Tank!                                             | Actionspel                                                           | 18 november 2012       |
| Tap Tap Arcade                                                | Arkadspel, Racingspel, Strategidatorspel                             | 18 februari 2016       |
| Tap Tap Arcade 2                                              | Arkadspel, Racingspel, Strategidatorspel                             | 7 juli 2016            |
| Tekken Tag Tournament 2: Wii U Edition                        | Fightingspel                                                         | 18 november 2012       |
| Temple of Yog                                                 | Roguelike, Äventyrsspel]                                             | 16 december 2015       |
| Tengami                                                       | Point-and-click adventure                                            | 13 november 2014       |
| Terraria                                                      | Actionäventyrsspel                                                   | 16 juni 2016           |
| Teslagrad                                                     | Pusselspel, Plattformsspel                                           | 11 september 2014      |
| Teslapunk                                                     | Action                                                               | 8 december 2016        |
| Test Your Mind                                                | Pusselspel, Strategidatorspel                                        | 12 november 2015       |
| Tested with Robots!                                           | Puzzle platformer                                                    |                        |
| Tetrobot and Co.                                              | Pusselspel                                                           | 30 oktober 2014        |
| Tetraminos                                                    | Pusselspel, Strategidatorspel                                        | 1 september 2016       |
| The First Skunk Bundle                                        | Actionspel, Äventyrsspel]                                            | 1 september 2016       |
| Thomas Was Alone                                              | Puzzle platformer                                                    | 25 november 2014       |
| Tilelicious: Delicious Tiles                                  | Pusselspel                                                           | 16 april 2015          |
| Tiny Galaxy!                                                  | Plattformsspel                                                       | 16 juli 2015           |
| Tiny Thief                                                    | Point-and-click adventure                                            |                        |
| Titans Tower                                                  | Arkadspel, Pusselspel, Strategidatorspel                             | 22 september 2016      |
| TNT Racers: Nitro Machines Edition                            | Racingspel                                                           | 5 september 2013       |
| Toby: The Secret Mine                                         | Pusselspel, Äventyrsspel]                                            | 19 januari 2017        |
| Togabito no Senritsu                                          | Äventyrsspel]                                                        |                        |
| Toki Tori                                                     | Pusselspel, Plattformsspel                                           | 7 november 2013        |
| Toki Tori 2+                                                  | Plattformsspel, Pusselspel                                           | 4 april 2013           |
| Tomeling in Trouble                                           | Actionspel, Arkadspel, Strategidatorspel                             | 2 november 2017        |
| Tokyo Mirage Sessions ♯FE                                     | datorrollspel                                                        | 24 juni 2016           |
| Tom Clancy's Splinter Cell: Blacklist                         | Actionäventyrsspel, Stealth                                          | 20 augusti 2013        |
| Toon Tanks                                                    | Actionspel                                                           | 25 december 2014       |
| Toon War                                                      | Actionspel, Äventyrsspel]                                            | 1 februari 2018        |
| TorqueL                                                       | Actionspel                                                           |                        |
| Toss n Go                                                     | Strategidatorspel                                                    | 18 december 2014       |
| Totem Topple                                                  | Tower defense                                                        | 19 november 2015       |
| Toto Temple Deluxe                                            | Actionspel                                                           | 1 oktober 2015         |
| Touch Battle Tank SP                                          | Actionspel, shoot 'em up                                             |                        |
| Touch Selections                                              | Actionspel                                                           | 8 september 2016       |
| Transformers Prime: The Game                                  | Beat 'em up                                                          | 18 november 2012       |
| Transformers: Rise of the Dark Spark                          | Third-person shooter                                                 | 24 juni 2014           |
| Trine: Enchanted Edition                                      | Plattformsspel, Pusselspel, Actionrollspel                           | 12 mars 2015           |
| Trine 2: Director's Cut                                       | Plattformsspel, Pusselspel, Actionrollspel                           | 18 november 2012       |
| Tri-Strip                                                     | Pusselspel                                                           | 5 februari 2015        |
| Triple Breakout                                               | Arkadspel                                                            | 4 maj 2017             |
| Tumblestone                                                   | Pusselspel                                                           | 14 juli 2016           |
| Turbo: Super Stunt Squad                                      | Actionspel                                                           | 16 juli 2013           |
| Turtle Tale                                                   | Plattformsspel                                                       | 9 oktober 2014         |
| Twin Robots                                                   | Actionspel, Äventyrsspel]                                            | 16 juni 2016           |
| Twisted Fusion                                                | Plattformsspel                                                       | 3 november 2016        |
| Typoman                                                       | Plattformsspel, Pusselspel                                           | 19 november 2015       |
| U Host                                                        |                                                                      |                        |
| Ultratron                                                     | Multidirectional shooter                                             | 14 maj 2015            |
| Unalive                                                       | Role-playing                                                         | 26 april 2018          |
| Underground                                                   | Äventyrsspel], Pusselspel                                            | 8 januari 2015         |
| Unepic                                                        | Plattformsspel, datorrollspel                                        | 16 januari 2014        |
| Use Your Words                                                | Pusselspel                                                           | 27 april 2017          |
| uWordsmith                                                    | Pusselspel                                                           | 15 januari 2015        |
| Vaccine                                                       | 19 juni 2017                                                         |                        |
| Vector Assault                                                | Shoot 'em up                                                         | 21 maj 2015            |
| Vektor Wars                                                   | First-person shooter, Actionspel                                     | 28 juli 2016           |
| The Voice: I Want You                                         | Musik                                                                | 21 oktober 2014        |
| Volcanic Field 2                                              | Actionspel, Äventyrsspel]                                            | 25 februari 2016       |
| Volgarr the Viking                                            | Action platformer                                                    | 5 oktober 2017         |
| VoxelMaker                                                    | Graphic art                                                          | 1 oktober 2015         |
| VRog                                                          | Actionspel, Arkadspel                                                | 6 oktober 2016         |
| The Walking Dead: Survival Instinct                           |                                                                      |                        |
| Wall Ball                                                     | Actionspel, Pusselspel, Strategidatorspel                            | 16 februari 2017       |
| Warriors Orochi 3 Hyper                                       | Hack and slash                                                       | 18 november 2012       |
| Watch Dogs                                                    | Actionäventyrsspel, open world, Stealth                              | 18 november 2014       |
| Wheel of Fortune                                              | Trivia                                                               | 14 december 2012       |
| Whispering Willows                                            | Äventyrsspel]                                                        | 8 oktober 2015         |
| Wicked Monsters Blast! HD Plus                                | Party, shooter                                                       | 15 oktober 2015        |
| Wii Fit U                                                     | Fitness                                                              | 1 november 2013        |
| Wii Party U                                                   | Party                                                                | 25 oktober 2013        |
| Wii Sports Club                                               | Sportspel                                                            | 7 november 2013        |
| Wind-up Knight 2                                              | Actionspel                                                           | 13 augusti 2015        |
| Wings of Magloryx                                             | Arkadspel, Pusselspel, Strategidatorspel                             | 22 september 2016      |
| WinKings                                                      | First-person shooter, party, Plattformsspel                          | 4 maj 2017             |
| Wipeout 3                                                     | Actionspel                                                           | 18 november 2012       |
| Wipeout: Create & Crash                                       | Actionspel                                                           | 15 oktober 2013        |
| Woah Dave!                                                    | Plattformsspel                                                       | 20 augusti 2015        |
| The Wonderful 101                                             | Actionspel                                                           | 23 augusti 2013        |
| Wooden Sen'SeY                                                | Actionspel, Plattformsspel                                           | 24 juli 2014           |
| Word Party                                                    | Party                                                                | 12 november 2015       |
| Word Logic by Powgi                                           | Pusselspel                                                           | 18 augusti 2016        |
| Word Puzzles by Powgi                                         | Pusselspel                                                           | 28 januari 2016        |
| Word Search by Powgi                                          | Pusselspel                                                           | 16 april 2015          |
| WordsUp! Academy                                              | Pusselspel                                                           | 9 februari 2017        |
| A World of Keflings                                           | City-building                                                        | 13 november 2014       |
| Xavier                                                        |                                                                      |                        |
| Xenoblade Chronicles X                                        | Actionrollspel                                                       | 4 december 2015        |
| Xeodrifter                                                    | Actionspel, Äventyrsspel]                                            | 30 juli 2015           |
| XType Plus                                                    | Shoot 'em up                                                         | 31 juli 2014           |
| Y.A.S.G                                                       |                                                                      |                        |
| Yakuman Hō-ō                                                  | Board game                                                           |                        |
| Year Walk                                                     | Äventyrsspel]                                                        | 17 september 2015      |
| Yo-kai Watch Dance: Just Dance Special Version                | Rhythm                                                               |                        |
| Yoshi's Woolly World                                          | Plattformsspel                                                       | 26 juni 2015           |
| Your Shape: Fitness Evolved 2013                              | Fitness                                                              | 18 november 2012       |
| ZaciSa's Last Stand                                           |                                                                      |                        |
| Zen Pinball 2                                                 | Pinball                                                              | 31 januari 2013        |
| Ziggurat                                                      | First-person shooter, dungeon crawl                                  | 30 juni 2016           |
| Zombeer                                                       | Actionspel, first-person shooter                                     | 13 april 2017          |
| Zombie Brigade: No Brain No Gain                              | Actionspel                                                           | 22 december 2016       |
| Zombie Defense                                                | Tower defense                                                        | 3 september 2015       |
| ZombiU                                                        | Survival horror                                                      | 18 november 2012       |
| Zumba Fitness: World Party                                    | Fitness                                                              | 5 november 2013        |